# ストロング・ヴィンセント

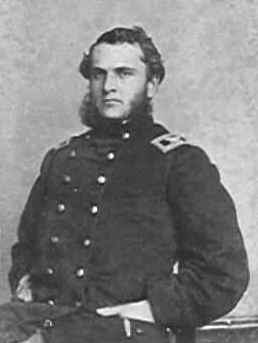

ストロング・ヴィンセント (Strong Vincent、1837年6月17日 - 1863年7月7日)はアメリカ合衆国の弁護士、軍人。

## 生い立ち
ペンシルベニア州ウォーターフォードでB・B・ヴィンセントとサラ・アン・ストロング・ヴィンセントの息子として生まれた。トリニティ・カレッジ 、後にハーバード大学に入学し、1859年に卒業、エリーで弁護士事務所を開業した。

## 南北戦争
南北戦争が勃発すると、ペンシルベニア州民兵副官及びエリー連隊中尉として従軍した。1861年9月14日、第83ペンシルベニア歩兵中佐、さらに翌年の6月には大佐に昇進した。七日間の戦い(ゲインズミルの戦い)で連隊司令官が戦死すると、連隊の指揮を引き継いだ。しかし、バージニア半島でマラリアに罹り、1862年12月のフレデリックスバーグの戦いまで医療休暇をとった。1863年5月20日、チャンセラーズヴィルの戦いで戦死した司令官の代わりに第三旅団、第一師団、第5軍団、ポトマック軍の指揮を担当するようになった。

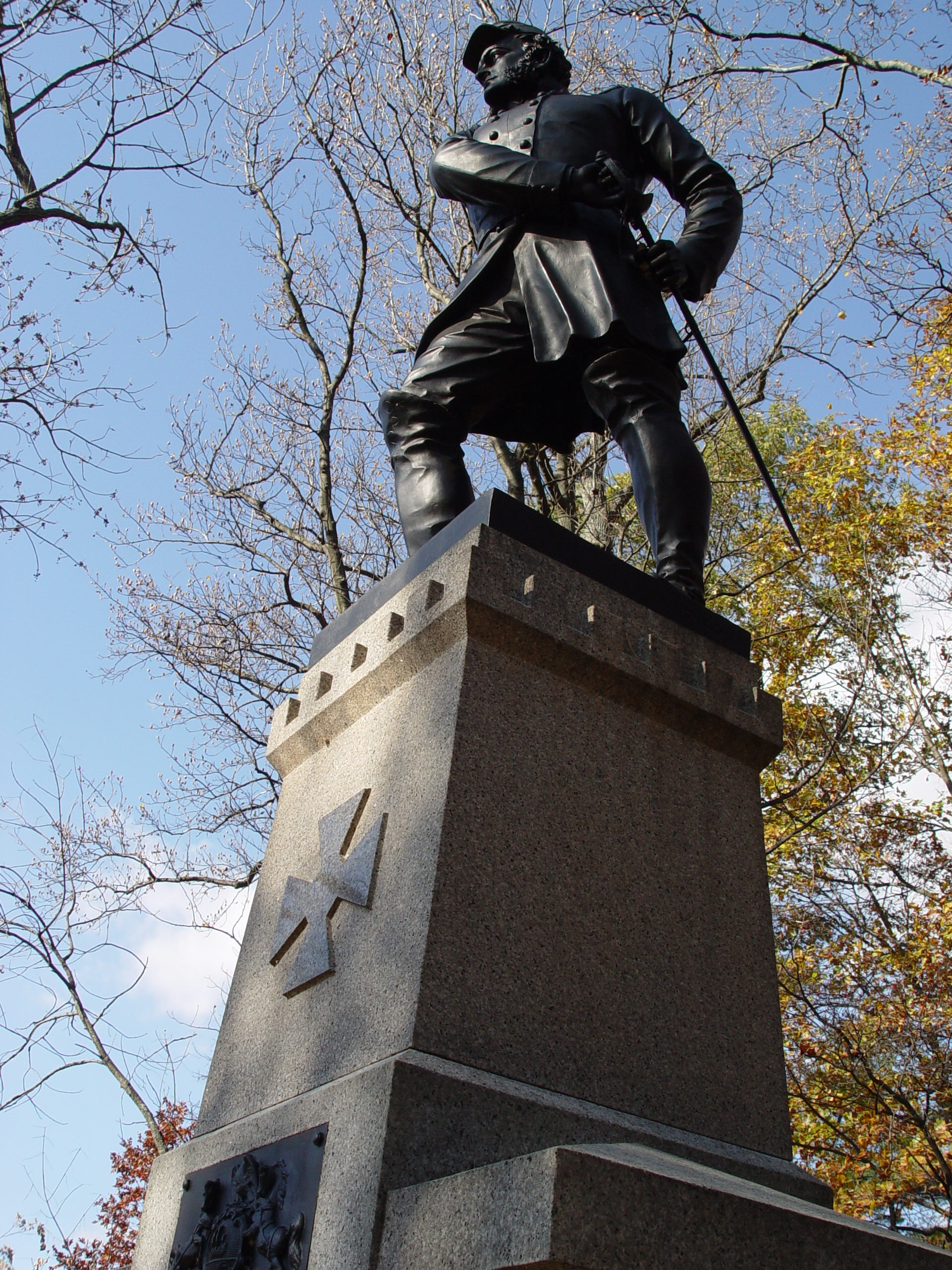
ゲティスバーグ国立軍事公園の第83ペンシルベニア歩兵碑にある銅像。

ゲティスバーグの戦いでは、1863年7月2日に彼の旅団は到着した。ゲティスバーグ方面作戦従軍時には、軍隊に入隊した日に結婚した若妻エリザベスH·カーターが第一子を妊娠したことを知っていた。妻に"If I fall, remember you have given your husband to the most righteous cause that ever widowed a woman."と書き送っている。
第3軍団のダニエル・シックルズ少将は命令を無視し、部隊を動かし、重要な地形に無防備なままに置いた。同軍のガバヌーア・ウォーレン准将は丘の戦術的な重要性を認識し、緊急にアメリカ連合国陸軍に対し、その丘の占領を求めた。ヴィンセントの旅団も元に、ウォーレン軍の士官がやって来て、ヴィンセントは絶好の位置にあると気付き、"I will take the responsibility to take my brigade there." Pvt. Oliver Willcox Norton, Vincent's brigade standard bearer and bugler, later wrote that he and Vincent made a reconnaissance of the Confederate forces as the brigade was moving into position, "While our line was forming on the hill at Gettysburg I came out with him in full view of the rebel lines. They opened two batteries on us instantly, firing at the colors. Colonel Vincent looked to see what was drawing the fire and yelled at me, "Down with the flag, Norton! Damn it, go behind the rocks with it."と言って、Little Round Top防衛を決定した。

第三旅団のペナント

左翼から右翼へ向かった。そこでは、第16ミシガン歩兵が敵に押され始めていた。巨岩を投げ、妻から貰った鞭を振り回し、部下に"Don't give an inch!" と叫んだ。次の瞬間、弾丸が太腿の付け根を貫通し、落馬した。この働きで、南軍の猛攻撃に対して、北軍が反攻し、戦争の勝敗を決定づけた。怪我がひどく、家に運べず、近くの農場の丘に運ばれ、5日間横たわり死亡した。
7月2日、ポトマック軍指揮官ジョージ・ミードはヴィンセントを准将に昇進させるよう勧めていた。1863年7月3日付けで昇進が認められていたが、彼が死ぬ前にこのことを知っていたかどうかは疑わしい。(オリバー・ウィルコックス・ノートンは"His commission as Brigadier General was read to him on his deathbed"と書いている。 2ヶ月後、妻は女の子を産んだが、1歳に達する前に死亡し、ヴィンセントの傍らに葬られた。
ジョージ・サイクス少将はこう公式報告している。:

## 追悼
エリーのエリー墓地に埋葬された。Little Round Topの第83ペンシルベニア記念碑、エリーのブラスコ図書館の彫像(1997年)、 ストロング・ヴィンセント高等学校などが彼を記念して造られた。ゲティスバーグの古戦場サイクス通り南東のLittle Round Topは"Vincent's Spur"として知られている。
1993年の映画ゲティスバーグではマックスウェル・コールフィールドが演じた。

## 関連文献
- Norton, Oliver W. The Attack and Defense of Little Round Top: Gettysburg, July 2, 1863. Gettysburg, PA: Stan Clark Military Books, 1992. ISBN 1-879664-08-9. First published 1913 by Stan Clark/Neale.